# NHK総合テレビ土曜朝9時30分枠のアニメ
NHK総合テレビ土曜朝9時30分枠のアニメは2012年4月7日から2015年2月7日までNHK総合テレビで放送されていたテレビアニメの作品一覧。

## 概要
NHK総合テレビの土曜09:30台で放送されていたテレビアニメ放送枠。1作目の『銀河へキックオフ!!』はNHK BSプレミアムで4日先行放送されていた。2作目の『団地ともお』はNHK総合テレビの土曜17:00台でセレクション放送されていた。
なお、2015年度からは不定期特番『きわめびと』をレギュラー化した『助けて!きわめびと』を本枠で放送することになったため、アニメの放送は3年間で終了することになった。

## 放送作品
- 銀河へキックオフ!!
  - 2012年4月7日 - 2013年3月2日
- 団地ともお
  - 2013年4月6日 - 2014年2月1日 第1期 初放送
  - 2014年3月1日 - 15日 第1期 再放送
  - 2014年4月12日 - 2015年2月7日 第2期 初放送